# Herb gminy Wielgomłyny
Herb gminy Wielgomłyny – symbol gminy Wielgomłyny, ustanowiony 30 marca 1994.

## Wygląd i symbolika
Herb przedstawia na tarczy typu gotyckiego w polu błękitnym podkowę srebrną, na której zaćwieczony krzyż kawalerski złoty. Gmina zapożyczyła herb od Koniecpolskich herbu Pobóg, XV-wiecznych właścicieli Wielgomłynów, fundatorów miejscowego kościoła i klasztoru.